# Mały Buczek (powiat kępiński)
Mały Buczek – wieś w Polsce położona w województwie wielkopolskim, w powiecie kępińskim, w gminie Rychtal. Miejscowość wchodzi w skład sołectwa Wielki Buczek.
W latach 1975–1998 miejscowość administracyjnie należała do województwa kaliskiego.

## Nazwa
Nazwa miejscowości wywodzi się od drzewa bukowego.
W księdze łacińskiej Liber fundationis episcopatus Vratislaviensis (pol. Księga uposażeń biskupstwa wrocławskiego) spisanej za czasów biskupa Henryka z Wierzbna w latach 1295–1305 miejscowość wymieniona jest w zlatynizownej formie Bucecz.